# Eric Smaling
Eric Marc Alexander Smaling (ur. 18 sierpnia 1957 w Amsterdamie) – holenderski publicysta, polityk i wykładowca akademicki, parlamentarzysta w Stanach Generalnych.

## Życiorys
W 1982 ukończył studia z zakresu gleboznawstwa w uczelni rolniczej w Wageningen. W 1993 uzyskał stopień doktora nauk rolniczych. W latach 80. pracował w Indonezji i w Kenii, później powrócił do Wageningen. Był zatrudniony w DLO-Staring Centrum, w 1998 został pracownikiem naukowym Uniwersytetu w Wageningen, gdzie zajmował się badaniami gleby i gruntów. W 2004 objął stanowisko profesora w instytucie naukowym ITC Enschede.
W latach 1982–1994 należał do Partii Pracy. Następnie wstąpił do Zielonej Lewicy, którą opuścił w 2000. Później związał się z Partią Socjalistyczną. W latach 2007–2013 sprawował mandat senatora w izbie wyższej Stanów Generalnych. W 2013 przeszedł do Tweede Kamer, gdzie czasowo zastąpił posłankę Manję Smits.